# The Old Dead Tree
The Old Dead Tree est un groupe français de metal créé à Paris en 1997.
Marqué dès ses débuts par le suicide de son batteur, le groupe a su surmonter cette tragédie pour développer une personnalité hybride et élégante, alliant puissance métallique et émotion brute.
Ce style musical distinctif, porté par une voix incroyablement versatile, a conquis la scène musicale européenne avec trois albums acclamés par la critique avant d'annoncer la séparation du groupe en 2009.
La sortie inattendue d’un nouveau single en 2023 suivi d’un album complet fin 2024 marque le retour inespéré d'un pilier français du metal progressif.

## Biographie

### Débuts (1997–2002)
Formé à Paris en 1997 par Manuel Munoz (chant, guitare), Nicolas Chevrollier (guitare), Vincent Danhier (Basse) et Frédéric Guillemot (batterie), The Old Dead Tree s’attache dès son origine à développer un univers créatif ouvert, malgré l'influence marquée de groupes de doom metal et le gothic metal tels que Paradise Lost, My Dying Bride ou Anathema.
Au printemps 1999, le groupe enregistre un EP 4 titres auto produit intitulé The Blossom avec le producteur Stephan May. Le 2 août 1999, peu après sa sortie, Frédéric Guillemot met fin à ses jours. Cet événement affecte profondément les autres membres du groupe et aura une grande influence sur la direction artistique qu’ils emprunteront par la suite.
Franck Métayer (Kobal), ami du groupe et frère de Stephan May, intègre The Old Dead Tree à l’automne 1999, alors que The Blossom connaît un succès grandissant dans la scène underground et permet au groupe d’apparaître dans toute la presse metal française.
Rapidement sold out, The Blossom fera l’objet de 4 pressages successifs entre 1999 et 2002 pour un totale de 1 400 exemplaires.
Le groupe entame rapidement l’écriture d’un premier album dont 7 titres en version démo sont enregistrés en 2001. Ces maquettes permettent à The Old Dead Tree de débuter une collaboration indéfectible avec le label Season of Mist qui s’étendra sur 2 décennies.

### The Mourning Years (2003-2009)
Sorti en mars 2003, le premier album de The Old Dead Tree intitulé The Nameless Disease est un concept album basé sur les sentiments (tristesse, compréhension, colère…) qui ont traversé ses membres à la suite du décès de leur ami et batteur Frédéric Guillemot. La thématique portée par l’album marquera durablement l’image du groupe.
L’enregistrement de la batterie et de la basse est réalisé en France par Stephan May, tandis que les guitares, le chant et le mix sont confiés à Andy Classen, producteur allemand surtout réputé pour son travail avec des groupes de metal extrême tels que Rotting Christ, Krisiun ou Dew Scented.
Ce choix, la grande variété des titres, et l’accélération significative du tempo des chansons marquent un tournant dans l’identité sonore du groupe et lui permettent de se démarquer de ses influences originelles.
The Nameless Disease touche un plus large public et le groupe partage l’affiche avec Paradise Lost, Opeth ou encore Katatonia dans les mois qui suivent sa sortie.
Au printemps 2004, alors que l’écriture d’un deuxième album a débuté, Franck Métayer (batterie) quitte le groupe . Il est remplacé par Foued Moukid .
L’été 2005 marque la parution de The Perpetual Motion, deuxième album de The Old Dead Tree intégralement enregistré au Stage One Studio d’Andy Classen. L’album prolonge l’identité développée sur The Nameless Disease tout en élargissant la palette stylistique du groupe et en lui permettant de passer un cap à l’étranger.
La sortie sera suivie d’une quarantaine de concerts en headlining et en première partie de la tournée européenne d’Epica. Artistiquement, les morceaux présentent un aspect plus progressif et incluent des éléments de foley visant à immerger l’auditeur dans l’univers quasi cinématographique développé par The Perpetual Motion.
En 2006, à l’issue de la tournée, Nicolas Chevrollier (guitare) annonce quitter le groupe pour se consacrer à sa famille. Il participe cependant à la composition d’une partie de l’album suivant. Gilles Moinet (Lux Incerta) est choisi pour le remplacer.
Album plus complexe, The Water Fields paraît en 2007 . La production est, une fois de plus, signée Andy Classen et l’artwork est confié à Eliran Kantor.
Juste après sa sortie, c’est au tour de Foued Moukid (batterie) de quitter le groupe pour se consacrer à son groupe Arkan. Il est rapidement remplacé par Raphaël Antheaume (Penumbra).
The Water Fields ouvre les portes de l’Allemagne au groupe qui s’y produira au cours de deux tournées avec Dead Soul Tribe, puis Subway to Sally . Le groupe participe pour la première fois au Hellfest en France et au Summer Breeze Open Air en Allemagne.

### Séparation
Fin 2008, alors que le groupe vient, à nouveau, de parcourir l’Europe et entame l’écriture d’un quatrième album, des
tensions liées à l’usure provoquée par le statut de musicien semi-professionnel et l’évolution des situations
personnelles des membres apparaissent. Des désaccords sur la direction artistique s’ajoutent rapidement et
mènent à la séparation du groupe qui sera officialisée l’année suivante par Manuel Munoz .

### Réapparition ponctuelle (2013 / 2017)
Une tournée dans toute la France est organisée en 2013, pour les dix ans de l'album The Nameless Disease.
En 2016, le groupe annonce via ses réseaux sociaux qu'un ultime EP est enregistré pour clore en bonne et due forme l'épopée The Old Dead Tree. Celui-ci devrait sortir courant 2017, avec un DVD retraçant la carrière du groupe.
Le 4 mars 2017, le groupe se produit au Backstage by the mill, à Paris, sous le nom We Cry As One, aux côtés de Monolithe et Lumberjacks. Pour la première fois, The Old Dead Tree opte pour un line-up à 3 guitares, avec Manuel Munoz, Nicolas Chevrollier et Gilles Moinet. Il s'agit pour The Old Dead Tree de célébrer les 20 ans du groupe, et d'interpréter deux nouveaux titres qui seront présent sur son ultime EP : "Someone (should know the truth)" et "The End... again".

### The End(2019-2022)
Le 16 octobre 2019, Manuel Munoz annonce, via la page Facebook de The Old Dead Tree, la sortie pour le 6 décembre 2019 du EP The End. Cet EP, qui fut enregistré juste après la tournée de 2013, contient cinq titres inédits: quatre furent composés en 2008 lors des sessions d'écriture du 4e album, et un fut en partie composé en 1999, peu avant la mort du batteur Frédéric Guillemot. The End contient également le DVD Final Curtain. Réalisé par Julien Metternich, ce documentaire retrace la carrière du groupe, à travers des interviews de tous les membres de The Old Dead Tree ainsi que de l'équipe technique, et raconte le parcours complexe d'un groupe semi-professionnel en France.
Un concert est annoncé à la salle Petit Bain à Paris le 11 avril 2020. En raison de la pandémie de Covid19, ce concert est reporté au 22 octobre 2022.

### Retour annoncé etSecond Thoughts(2023-)
The Old Dead Tree, qui comprend maintenant un cinquième membre, en la personne du guitariste Nicolas Cornolo (ex-Dustbowl), entame une série de concerts étalés entre 2022 et 2023. Le 15 décembre 2022, The Old Dead Tree est annoncé à l'édition 2023 du Hellfest aux côtés de Paradise Lost, Iron Maiden, Pantera, Slipknot et de nombreux autres groupes.
En juin 2023, l'album The nameless disease est édité pour la première fois au format vinyle afin de célébrer ses 20 ans. Il est accompagné pour l'occasion du premier EP The blossom en face D.
Le 5 juin 2023, sort, sur le label Season of mist, le nouveau single Terrified, accompagné d'un clip réalisé une nouvelle fois par Julien Metternich.
En février 2024, le groupe s'installe pendant cinq jours dans les studios Londoniens de Abbey Road afin de travailler sur un projet tenu encore secret à ce jour.
Quelques mois plus tard le groupe annonce entrer en studio au Vamacara Studio avec l'ingénieur HK Krauss (Loudblast, Dropdead Chaos, Akiavel...).
Le 18 septembre 2024, le single Unpredictable sort sur le label Season of mist. C'est le premier extrait du nouvel album Second Thoughts dont la sortie est annoncée pour le 6 décembre 2024 . Le clip de Unpredictable est à nouveau réalisé par Julien Metternich. 17 ans séparent Second Thoughts de son prédécesseur The Water Fields.
Le 16 octobre sont diffusés le single et le clip Solastalgia. Le 12 novembre sort le troisième single The lightest straw accompagné de son clip filmé en partie en concert à Lyon et à Paris. Ces deux clips sont également réalisés par Julien Metternich.
Le 6 décembre 2024, sort le nouvel album Second Thoughts sur le label Season of Mist.
Une tournée française en compagnie de Klone est annoncée pour avril 2025.

## Discographie
- 1999 : The Blossom (MCD)
- 2003 : The Nameless Disease (album CD)
- 2005 : The Perpetual Motion (album CD)
- 2007 : The Water Fields (album CD)
- 2013 : The Nameless Disease (10th anniversary edition) (album digital)
- 2017 : Best of (album digital)
- 2019 : The End (MCD) / Final Curtain (DVD)
- 2023 : The Nameless Disease + The Blossom (20th anniversary edition) (album vinyle)
- 2023 : Terrified (single digital)
- 2024 : 2003-2007 The mourning years (triple CD rassemblant les trois 1ers albums)
- 2024 : Unpredictable (single digital)
- 2024 : Solastalgia (single digital)
- 2024 : The lightest straw (single digital)
- 2024 : Second Thoughts (album CD + vinyle + digital)